# حسين خوجة
حسين خوجة كان اسمه عند ولادته غيسيبي سرتا، ويعرف أيضا باسم حسين باش مملوك، هو سياسي تونسي، تولى الوزارة الكبرى، ولد في فافينيانا بصقلية وتوفي بتونس عام 1857. 

## بداياته
اختطفه قراصنة تونسيون بجزيرة مولده في عرض الشواطئ الصقلية، وأهدوه للوزير يوسف صاحب الطابع. ونشأ بقصر الوزير وتربّى على التعاليم الإسلامية. وتلقى تكوينا متينا على يد مربين مشهورين جلبهم له سيده، ثم أصبح ملازما له.
بعد اغتيال صاحب الطابع عام 1815، تحول إلى خدمة الأمير حسين بوظيفة باش مملوك، أي رئيس الحرس الخاص المتكون حصريا من المماليك. ولما لم يزل حسين بايا للمحلة زوجه من أخته.

## مساره السياسي
قرّبه محمود باي، والد حسين، واستوزره بأن جعله في خطة مماثلة للوزير الأكبر عام 1822، بعد شنق رجل القصر القوي، محمد العربي زروق خزندار. وعندما تولّى حسين عرش الإيالة عام 1824، أيده في منصبه. وقد برهن أنه رجل قصر محنك، لكنه لم يكن يحذق تصريف الأعمال بنفس القدر. وقد كلفه الباي بالسهر على تسيير ثروته الخاصة وعمليات تصدير زيت الزيتون، ولكن النتيجة كانت مخيبة. لذا وقعت تنحيته من منصبه سنة 1829، وتعويضه بحافظ الأختام الطموح، شاكير صاحب الطابع، الذي تعاظم نفوذه وتأثيره في الباي. وصادر الباي أملاك حسين خوجة ووضعه في الإقامة الجبرية بأحد أجنحة قصر باردو. وبقي بدون وظيفة رسمية بالبلاط إلى حين وفاته عام 1857.
| سبقه محمد العربي زروق خزندار | وزير أول (تونس) 1822 -1829- | تبعه شاكير صاحب الطابع |